# Färöische Fußballmeisterschaft der Frauen 2010
Die Färöische Fußballmeisterschaft der Frauen 2010 wurde in der 1. Deild genannten ersten färöischen Liga ausgetragen und war insgesamt die 26. Saison. Sie startete am 1. April 2010 und endete am 2. Oktober 2010.
Aufsteiger MB Miðvágur kehrte nach 18 Jahren in die höchste Spielklasse zurück. Meister wurde Titelverteidiger KÍ Klaksvík, die den Titel somit zum elften Mal in Folge und zum zwölften Mal insgesamt erringen konnten. Absteigen mussten hingegen EB/Streymur sowie MB Miðvágur nach zwei beziehungsweise einem Jahr Erstklassigkeit.
Im Vergleich zur Vorsaison verbesserte sich die Torquote auf 4,93 pro Spiel, was den höchsten Schnitt seit 2006 bedeutete. Den höchsten Sieg erzielte KÍ Klaksvík durch ein 14:0 im Auswärtsspiel gegen MB Miðvágur am ersten Spieltag, was zugleich das torreichste Spiel darstellte.

## Modus
In der 1. Deild spielte jede Mannschaft an 20 Spieltagen jeweils vier Mal gegen jede andere. Die punktbeste Mannschaft zu Saisonende stand als Meister dieser Liga fest, die letzten beiden Mannschaften stiegen in die 2. Deild ab.

## Saisonverlauf

### Meisterschaftsentscheidung
Vom ersten bis zum letzten Spieltag stand KÍ Klaksvík ununterbrochen auf Platz eins. Der stärkste Konkurrent AB Argir wurde bereits am zweiten Spieltag zu Hause mit 3:0 geschlagen, am achten Spieltag siegte KÍ auch im Rückspiel mit 3:1. Am zwölften Spieltag endete das Duell beider Mannschaften 3:3, zu dem Zeitpunkt hatte KÍ Klaksvík bereits sieben Punkte Vorsprung. Dieser konnte bis zum Ende gehalten werden, so dass die Entscheidung um die Meisterschaft am 18. Spieltag fiel. AB Argir gewann zwar auswärts gegen MB Miðvágur mit 10:1, doch KÍ sicherte sich die Meisterschaft durch ein 12:0 im Heimspiel gegen Víkingur Gøta.

### Abstiegskampf
EB/Streymur und MB Miðvágur belegten durchgängig den vorletzten beziehungsweise letzten Platz. Den ersten Punkt gab es für beide Mannschaften beim 1:1 am vierten Spieltag im direkten Duell gegeneinander. Am achten Spieltag gewann EB/Streymur erstmals beim 2:0-Auswärtssieg gegen Víkingur Gøta, MB hingegen sollte über die gesamte Saison sieglos bleiben. Bereits am 15. Spieltag und der 0:3-Heimniederlage gegen EB/Streymur stand der Abstieg von MB Miðvágur fest. Bei EB/Streymur fiel die Entscheidung am vorletzten Spieltag. Durch die 0:2-Auswärtsniederlage gegen den Viertplatzierten Víkingur Gøta war der Rückstand nicht mehr einzuholen.

## Abschlusstabelle
| Pl. | Verein          | Sp. | S  | U | N  | Tore    | Diff. | Punkte |
| --- | --------------- | --- | -- | - | -- | ------- | ----- | ------ |
| 1.  | KÍ Klaksvík (M) | 20  | 17 | 3 | 0  | 101:100 | +91   | 54     |
| 2.  | AB Argir (P)    | 20  | 15 | 2 | 3  | 095:140 | +81   | 47     |
| 3.  | Skála ÍF        | 20  | 9  | 4 | 7  | 036:280 | +8    | 31     |
| 4.  | Víkingur Gøta   | 20  | 7  | 2 | 11 | 023:610 | −38   | 23     |
| 5.  | EB/Streymur     | 20  | 3  | 4 | 13 | 025:680 | −43   | 13     |
| 6.  | MB Miðvágur (N) | 20  | 0  | 3 | 17 | 010:109 | −99   | 03     |

| (N) | Aufsteiger       |
| (M) | Meister 2009     |
| (P) | Pokalsieger 2009 |

## Spiele und Ergebnisse
|               | AB  | AB    | EB/Str | EB/Str | KÍ    | KÍ     | MB     | MB     | Skála | Skála | Vík | Vík   |
| ------------- | --- | ----- | ------ | ------ | ----- | ------ | ------ | ------ | ----- | ----- | --- | ----- |
| AB Argir      |     |       | 7:0    | 7:0    | 1:3   | 0:0    | 13:00  | 9:0    | 4:0   | 3:0   | 0:2 | 6:1   |
| EB/Streymur   | 0:6 | 1:4   |        |        | 2:9   | 0:6    | 1:1    | 10:10  | 1:1   | 0:2   | 0:2 | 2:3   |
| KÍ Klaksvík   | 3:0 | 3:3   | 4:0    | 7:1    |       |        | 0-:- 1 | 10:00  | 1:1   | 3:0   | 7:1 | 12:00 |
| MB Miðvágur   | 0:7 | 01:10 | 1:1    | 0:3    | 00:14 | 0-:- 1 |        |        | 1:5   | 1:3   | 0:1 | 1:1   |
| Skála ÍF      | 0:1 | 0:3   | 4:0    | 1:1    | 0:1   | 0:2    | 7:2    | 0-:- 1 |       |       | 1:1 | 2:0   |
| Víkingur Gøta | 0:4 | 0:7   | 0:2    | 2:0    | 0:2   | 1:8    | 2:1    | 3:0    | 2:3   | 1:3   |     |       |

## Torschützenliste
Bei gleicher Anzahl von Treffern sind die Spielerinnen nach dem Nachnamen alphabetisch geordnet.
| Platz | Spieler                    | Mannschaft  | Tore |
| ----- | -------------------------- | ----------- | ---- |
| 1     | Rannvá Andreasen           | KÍ Klaksvík | 27   |
| 2     | Olga Kristina Hansen       | AB Argir    | 26   |
| 3     | Sofía Purkhús              | KÍ Klaksvík | 23   |
| 4     | Lisa í Liða                | AB Argir    | 16   |
| 5     | Mona Breckman              | AB Argir    | 14   |
| 6     | Kirstinbjørg Frederiksberg | Skála ÍF    | 12   |
| 6     | Sigrid Jacobsen            | KÍ Klaksvík | 12   |
| 8     | Malena Josephsen           | KÍ Klaksvík | 10   |
| 9     | Halltóra Joensen           | AB Argir    | 09   |
| 10    | Sigrun Kalsoy Kristiansen  | EB/Streymur | 08   |
| 10    | Ása Thomsen                | KÍ Klaksvík | 08   |

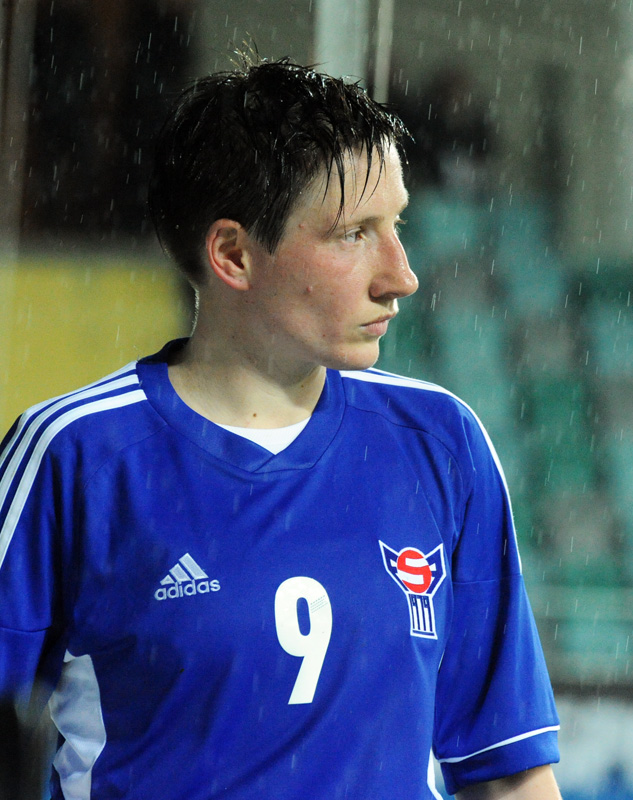
Torschützenkönigin Rannvá Andreasen

Dies war nach 1997, 1998, 2002, 2003, 2004, 2006, 2008 und 2009 der neunte Titel für Rannvá B. Andreasen.

## Trainer
| Mannschaft    | Trainer             | Spieltage |
| ------------- | ------------------- | --------- |
| AB Argir      | Lennard Petersen    | 1–20      |
| EB/Streymur   | Bjarni Mohr Arnason | 1–20      |
| KÍ Klaksvík   | Aleksandar Đorđević | 1–20      |
| MB Miðvágur   | Hans Bogi Ellefsen  | 1–20      |
| Skála ÍF      | Birnir S. Hauksson  | 1–20      |
| Skála ÍF      | Kaysten Rasmussen   | 1–20      |
| Víkingur Gøta | Ingun Hansen        | 1–20      |

Während der Saison gab es keine Trainerwechsel.

## Spielstätten
In Klammern sind bei mehreren aufgeführten Stadien die Anzahl der dort ausgetragenen Spiele angegeben.
| Mannschaft    | Stadion          | Spielort   |
| ------------- | ---------------- | ---------- |
| AB Argir      | Inni í Vika      | Argir      |
| EB/Streymur   | Við Margáir      | Streymnes  |
| KÍ Klaksvík   | Við Djúpumýrar   | Klaksvík   |
| MB Miðvágur   | Við Kirkju       | Miðvágur   |
| MB Miðvágur   | Við Djúpumýrar   | Klaksvík   |
| Skála ÍF      | Undir Mýruhjalla | Skáli      |
| Víkingur Gøta | Sarpugerði       | Norðragøta |

## Schiedsrichter
Folgende Schiedsrichter, darunter auch einer aus Brasilien, leiteten die 57 ausgetragenen Erstligaspiele:
| Name                    | Stammverein     | Spiele |
| ----------------------- | --------------- | ------ |
| Elsa Andreasen          | EB/Streymur     | 15     |
| Jón Kári í Brekkuni     | KÍ Klaksvík     | 03     |
| Kári á Høvdanum         | Víkingur Gøta   | 03     |
| Magnus Jørmundsson      | ÍF Fuglafjørður | 03     |
| Dia Lamhauge            | NSÍ Runavík     | 03     |
| Bent Tommy Linklett     | HB Tórshavn     | 03     |
| Búi Falkvard Clementsen | B71 Sandur      | 02     |
| Ríkin Napoleon Djurhuus | HB Tórshavn     | 02     |
| Werner Hentze           | B68 Toftir      | 02     |
| Jan Hermansen           | TB Tvøroyri     | 02     |
| Birgir Joensen          | 07 Vestur       | 02     |
| Jákup Martin Kjeld      | NSÍ Runavík     | 02     |
| Ragnar Niclasen         | 07 Vestur       | 02     |
| Alex Troleis            | B68 Toftir      | 02     |

Weitere elf Schiedsrichter leiteten jeweils ein Spiel.

## Die Meistermannschaft
In Klammern sind die Anzahl der Einsätze sowie die dabei erzielten Tore genannt.
| 1. | KÍ Klaksvík |
|    | Maria Andreasen (1/0) \| Rannvá Andreasen (18/27) \| Sølvá B. Andreasen (4/0) \| Sigrid Jacobsen (18/12) \| Gunnrið F. Joensen (13/0) \| Marjun Stauss Joensen (1/0) \| Una Joensen (16/4) \| Malena Josephsen (18/10) \| Eina Kalsø (6/2) \| Bára Klakstein (6/0) \| Eyðvør Klakstein (3/0) \| Vár Jenny Lydersen (3/0) \| Paula Mikkelsen (15/0) \| Adelheid Olsen (6/0) \| Gudrun Vest Olsen (7/0) \| Olga Fríðunn Olsen (2/0) \| Lovisa Østerø (1/0) \| Ragna Patawary (17/3) \| Sofía Purkhús (16/23) \| Elsa Maria Simonsen (4/0) \| Anja Sjóstein (2/0) \| Tove Sólheyg (17/1) \| Ann Stauss (1/0) \| Ása Thomsen (14/8) \| Maria Thomsen (11/4) \| Randi Wardum (16/0) \| Maria Ziskason (2/0) - Trainer: Aleksandar Đorđević |

## Nationaler Pokal
Im Landespokal gewann Meister KÍ Klaksvík mit 1:0 gegen Skála ÍF und erreichte dadurch das Double.

## Europapokal
2010/11 spielte KÍ Klaksvík als Meister des Vorjahres in der Qualifikationsrunde der UEFA Women’s Champions League. Im ersten Spiel unterlag die Mannschaft Everton LFC (England) mit 0:6, erreichte dann ein 0:0 gegen Gintra Universitetas (Litauen) und gewann das letzte Spiel mit 2:0 gegen ZFK Borec (Mazedonien). Die Gruppe wurde somit auf dem dritten Platz beendet.